# Palaemnema cyclohamulata
Palaemnema cyclohamulata är en trollsländeart som beskrevs av Donnelly 1992. Palaemnema cyclohamulata ingår i släktet Palaemnema och familjen Platystictidae. IUCN kategoriserar arten globalt som otillräckligt studerad. Inga underarter finns listade i Catalogue of Life.